# Anethum foeniculoides
Anethum foeniculoides är en flockblommig växtart som beskrevs av René Charles Maire och Ernst Wilczek. Anethum foeniculoides ingår i släktet dillsläktet, och familjen flockblommiga växter. Inga underarter finns listade i Catalogue of Life.